# Helene Johansson
Monica Helene (Helen) Björk, ursprungligen Johansson, född 9 juli 1965, är en svensk före detta fotbollsspelare. Hon var aktiv i Sveriges damlandslag mellan 1981 och 1995. År 1988 vann hon Göteborgs-Tidningens pris Kristallkulan. Hon är tvillingsyster till Ingrid Johansson.
Under den aktiva karriären representerade hon Ahlafors IF, Jitex BK, Gais, Öxabäcks IF och Jitex BK/JG 93 (sammanslagning av Jitex BK och Gais).